# Trenes, trenes, trenes
«Trenes» es una canción de Jorge González lanzada como sencillo de su disco de 2015, Trenes.
Acercándose en estilo a las canciones de su disco anterior, González refleja en su letra una disociación entre él y su ego, como ha dicho en una «autoentrevista» suya que circula en YouTube:

Flaco, como tú vas a saber quién soy yo, si yo no tengo idea quién soy yo. Yo no tengo la menor gana de poder definirme y decir "ya, yo soy esto, lo otro..."; no tengo ganas de eso. Yo tengo ganas de cada día estar, de alguna manera, libre y no ser nadie. Ser la hoja que lleva el viento.

Esto proviene del seudónimo «Leonino», que González se creó en 2013 para sus discos en inglés.

A veces veo a Jorge

sentado en el andén,
las manos en su libro

como no sabiendo hacer.
Jorge González« Trenes»

En su canción La balada de J. González, el cantautor chileno Pedropiedra (guitarrista de González) hace un guiño a Trenes, trenes, trenes:

Jorge ve pasar los trenes

pero no sube a ninguno,
agarra sus pocas cosas

y se sienta en una tabla.
Pedropiedra, «La balada de J. González»

## Video
El video fue dirigido por Robert Díaz y el comediante Pedro Ruminot, y fue grabado en el Museo Ferroviario de Santiago; parte y termina a colores, pero es casi por completo en blanco y negro. Comienza enfocando una guitarra con las cuerdas quemándose a la altura de la boca; a continuación aparece un apático Jorge González en escena. Se enfocan varias escenas del músico al interior de uno de los vagones del museo y tocando el piano, intercaladas con escenas protagonizadas por el actor Daniel Alcaíno (Yerko Puchento), que caracteriza a Jorge y su ego, lo que se supone es el tema de la canción. Uno de los hombres usa una camisa blanca, y el otro una oscura; el de la camisa oscura simula un disparo con su mano, y el otro parece haber sido herido, mostrándose luego la aparición de una mancha de sangre en la camisa. Luego Jorge González asume la personalidad del hombre de camisa negra, señalándolo como si tuviera una pistola y grupo de niños con tambores rodean al hombre de la camisa blanca. El video finaliza con Jorge González tocando el piano, vestido con una camisa blanca en la que está la misma mancha de sangre de la portada de Corazones (cuarto disco de Los Prisioneros), y el inicio de lo que iba a ser el sencillo siguiente, «Una noche entera de amor».
Varios fanes comentaron en YouTube y otras redes sociales que esta canción, su video y el sencillo anterior, «Nada es para siempre», tenían relación con el ACV que sufrió González a comienzos de 2015.
- Datos: Q24933528